# وهب بن سعد
وهب بن سعد بن أبي سرح (المتوفي سنة 8 هـ) صحابي أسلم وهاجر إلى يثرب، ونزل فيها على كلثوم بن الهدم، وآخى النبي محمد بينه وبين سويد بن عمرو. ذكره موسى بن عقبة والواقدي وأبو معشر البلخي فيمن شهد غزوة بدر، ولم يذكره ابن إسحاق. كما شهد وهب غزوات أحد والخندق وخيبر وصلح الحديبية، وقُتل في غزوة مؤتة في جمادى الأولى سنة 8 هـ، وعمره 40 سنة. ووهب بن سعد هو أخو عبد الله بن سعد بن أبي سرح، أمهما مهانة بنت جابر الأشعرية.